# Ein Lied für Lausanne
Die deutsche Vorentscheidung zum Eurovision Song Contest 1989 fand unter dem Titel Ein Lied für Lausanne statt. Durch die Sendung führte erstmals Hape Kerkeling, der damit einem größeren Publikum bekannt wurde.

## System
Der Bayerische Rundfunk veränderte den Modus der Vorentscheidung. Zum ersten Mal wurde der deutsche Beitrag per TED ausgewählt. Darüber hinaus waren nur die zehn erfolgreichsten deutschen Musikproduzenten vom 1. Oktober 1987 bis 1. Oktober 1988 berechtigt, Titel für die Vorentscheidung einzureichen. Der TED-Modus war umstritten, da bei zwei Durchläufen für den Beitrag von Caren Faust eine falsche Telefonnummer eingeblendet wurde.

## Ergebnis der Vorentscheidung
| Nr. | Interpret        | Titel (Musik/Text)                                                            | Stimmen | Platz |
| --- | ---------------- | ----------------------------------------------------------------------------- | ------- | ----- |
| 01  | Die Erben        | Bitte nicht noch mal (Alexander Bassler / Bernd Kusserow)                     | 01799   | 07.   |
| 02  | Xanadu           | Einen Traum für diese Welt (Tony Hendrik / Burkhard Lasch)                    | 10891   | 02.   |
| 03  | Clou             | Heut’ Nacht sind sie allein (Jörg Sieber)                                     | 01156   | 09.   |
| 04  | Dorkas           | Ich hab’ Angst (Ralph Siegel / Bernd Meinunger)                               | 07973   | 03.   |
| 05  | Francesco Napoli | Viva l’amore (Peter Columbus & Oliver Kels / Peter Columbus & Michael Krotus) | 01659   | 08.   |
| 06  | ZouZou           | Ich such dich (Stephan Gade / ZouZou Eder)                                    | 01941   | 06.   |
| 07  | Andreas Martin   | Herz an Herz (Andreas Martin / Joachim Horn-Bernges)                          | 03855   | 04.   |
| 08  | Canan Braun      | Wunderland (Glen Stone & Tanja Penniston / Glen Stone & Ira Rödel)            | 02570   | 05.   |
| 09  | Nino de Angelo   | Flieger (Dieter Bohlen / Joachim Horn-Bernges)                                | 14625   | 01.   |
| 10  | Caren Faust      | Diese Zeit (Thomas Gesell & Hanswilli Großmann / Bernd Reheuser)              | 00841   | 10.   |